# Banyuasin Kembaran
Banyuasin Kembaran is een bestuurslaag in het regentschap Purworejo van de provincie Midden-Java, Indonesië. Banyuasin Kembaran telt 1814 inwoners (volkstelling 2010).